# Apterokarpos
Apterokarpos é um género botânico pertencente à família Anacardiaceae.